# Bentu
Bentu – wieś w Rumunii, w okręgu Buzău, w gminie Gălbinași. W 2011 roku liczyła 924 mieszkańców.